# Хабрій
Хабрій (*Χαβρίας, V ст. до н. е.  —357 до н. е.) — давньогрецький військовий діяч Афінського поліса.

## Життєпис
Син Ктесікла. Перша згадка припадає на період Коринфської війни. У 391 році до н. е. замінив Іфікрата на чолі афінських військ. У 390—389 році до н. е. брав участь у поході Фрасибула до Геллеспонту і Лесбосу. Після загибелі останнього повернувся до Афін.
У 388 році до н. е. очолив війська, що атакували спартанців на Егині, завдавши супротивникові поразки. Цим було знято морську блокаду Афін. У 387 році до н. е. Хабрія на чолі 800 пелтастів і 10 триєр було відправлено на допомогу Евагору I, царю Саламіна на о. Кіпр. Хабрій допоміг Евагору I завоювати міста-держави острова, що не бажали визнавати зверхність Саламіна. Втім після Анталкідова миру Афінська республіка відмовилася від підтримки Евагора I, наказавши Хабрію повернутися.
Але 386 року до н. е. Хабрій на запрошення фараона Ахоріса прибув до Єгипту. Він суттєво підготував тамтешню армію для боротьби проти Персії. Своєю чергою цар Артексеркс II відправив посланців до Афін зі скаргою на Хабрія. Тому того остаточно відкликали до Афін. Це сталося між 385 та 383 роками. У 379 році до н. е. обирається афінським стратегом.
У 378 році до н. е. очолив афінські війська проти спартанців у Беотійській війні, що почалася того ж року. Хабрій намагався захистити Фіви відбивши напади спартанських царів Клеоброта I й Агесілая II. У 376 році до н. е. завдав поразки спартанському флоту на чолі із Поллідом у битві біля Наксосу. Наслідком цього стало зміцнення Другого Афінського союзу. Своєю чергою Хабрій в Афінах започаткував щорічне роздавання вина в 16 день місяця боедроміона.
У 375 році до н. е. здійснив похід до південної Фракії, де захистив місто Абдери від племені трибаллів. У 372 році до н. е. спільно з Іфікратом брав участь у поході на Керкіру.
У 369 році до н. е. внаслідок конфлікту Фів і Афін отримав наказ не дозволити фіванцям на чолі із Епамінондом повернутися до Беотії, але зазнав поразки. 366 року до н. е. Хабрія було звинувачено у державному злочині — начебто передав важливе місто Ороп Фивам. Втім під час судового процесу Хабрія було виправдано. 363 року до н. е. знову обирається стратегом. 362 року до н. е. придушив повстання проти Афін мешканців острова Кеос.
362 році до н. е. знову вирушив до Єгипту, де поступив на службу до фараона Тахоса. Тахос за порадою Хабрія провів важливі економічні реформи. Він змусив жерців передати державі належне храмам золото і срібло як позику, і затвердив лише 1/10 традиційного державного постачання храмам. Крім того, в країні все, до будівництва нових будинків було обкладено податками, впроваджено ввізне і вивізне мито. Населення змусили здати весь запас знаходився у нього коштовного металу в рахунок майбутніх натуральних податків. Хабрій користувався великою довірою Тахоса, а на його честь були названі два міста в гирлі Нілу.
360 року до н. е. під час наступу Тахоса до Сирії керував єгипетським флотом. Проте невдовзі населення Єгипту повстало проти фараона. Хабрій зберігав вірність Тахосу до останнього. Втім бачачи неможливість спротиву, відступив до Афін.
359 року до н. е. втретє обирається стратегом. У 358 році до н. е. очолив морський похід проти Херсонеса Фракійського, але без особливого успіху. У 357 році до н. е. очолив афінський флот проти Хіоса, але у битві біля острова зазнав поразки й загинув.